# Carlos Fuentes
Carlos Fuentes Macías (11 tháng 11 năm 1928 – 15 tháng 5 năm 2012) là một nhà văn México, là một trong những tiểu thuyết gia và nhà văn tiểu luận nổi tiếng nhất trong khu vực nói tiếng Tây Ban Nha. Fuentes đã gây ảnh hưởng cho văn học Mỹ Latin đương đại, tác phẩm của ông phần lớn đã được dịch sang tiếng Anh và nhiều thứ tiếng khác.

## Tiểu sử
Fuentes sinh tại Thành phố Panama; cha mẹ ông là những nhà ngoại giao Mexico. Thời nhỏ, ông sống ở Quito, Montevideo, Rio de Janeiro, Washington, Santiago và Buenos Aires. Vào thời niên thiếu, ông quay về Mexico và sống ở đó cho đến năm 1965. Ông đã kết hôn với ngôi sao điện ảnh Rita Macedo và họ đã sống với nhau từ năm 1959 đến năm 1973, họ đã ly hôn khi Fuentes chạy theo một ký dã đang mang thai và không nổi tiếng vào thời điểm đó, đó là Silvia Lemus. Ông và cô ký giả này kết hôn tại Paris năm 1976. Rita đã tự vẫn năm 1993.
Ông cũng theo nghề bố mẹ làm nhà ngoại giao năm 1965 và làm đại sứ tại London, Paris và nhiều thủ đô khác nữa. Năm 1978, ông từ chức đại sứ tại Pháp để chống lại quyết định bổ nhiệm Gustavo Diaz Ordaz, cựu tổng thống Mexico, khi ông này được bổ nhiệm làm đại sứ tại Tây Ban Nha. Ông cũng đã giảng dạy tại Brown, Princeton, Harvard, Penn, George Mason, Columbia và Cambridge. Hiện ông đang giảng tại đại học Brown. Ông cũng là bạn của nhà xã hội học Mỹ,C. Wright Mills, người mà ông đã viết riêng cuốn sách tặng có tựa The Death of Artemio Cruz.
Ông có ba con, chỉ có một trong số đó còn sống.

## Tác phẩm tuyển chọn
- Los días emmascarados (1954)
- La plus limpide région (Miền trong sáng nhất, 1957) tiểu thuyết
- Las Buenas Conciencias [1959]
- La región más transparente, Where the Air Is Clear (1959)
- La muerte de Artemio Cruz, The Death of Artemio Cruz (Cái chết của Artemio Cruz, 1962) tiểu thuyết
- Aura (Nàng Aura, 1962) tiểu thuyết kinh dị
- La nueva novela hispanoamericana (1969)
- Zona sagrada, Holy Place (Nơi không khí trong sáng hơn, 1967) tiểu thuyết
- Cambio de piel, A Change of Skin (1967)
- Cumpleaños (Birthday) (1969)
- El tuerto es rey (1971)
- Diana o la cazadora solitaria, Diana, The Goddess Who Hunts Alone (1972)
- Terra Nostra (Đất của chúng ta, 1975) tiểu thuyết
- Una familia lejana (Distant Relations) (1980)
- Agua quemada (Burnt Water) (1981)
- Orquídeas a la luz de la luna (1982)
- Gringo viejo (The Old Gringo) (Mẽo già, 1985) tiểu thuyết
- Cristóbal Nonato (Christopher Unborn) (1987)
- Ceremonias del alba (1991)
- El naranjo (The Orange Tree) (1993)
- La frontera de cristal (1995)
- "New Time for Mexico"(1996)
- Los años con Laura Díaz (The Years with Laura Díaz) (1999)
- En esto creo (2002)
- Contra Bush (2004)
- Todas las Familias Felices (2006), ISBN 987-04-0557-6